# هارویو شیمامورا
هارویو شیمامورا (انگلیسی: Haruyo Shimamura؛ زادهٔ ۴ مارس ۱۹۹۲) بازیکن والیبال اهل ژاپن است.